# Orlestone
Orlestone är en civil parish i grevskapet Kent i sydöstra England. Den ligger i distriktet Ashford och utgörs av orten Hamstreet samt ett omgivande landsbygdsområde. Civil parishen hade 1 649 invånare vid folkräkningen år 2021.